# Kriegerdenkmal am Maurer Hauptplatz

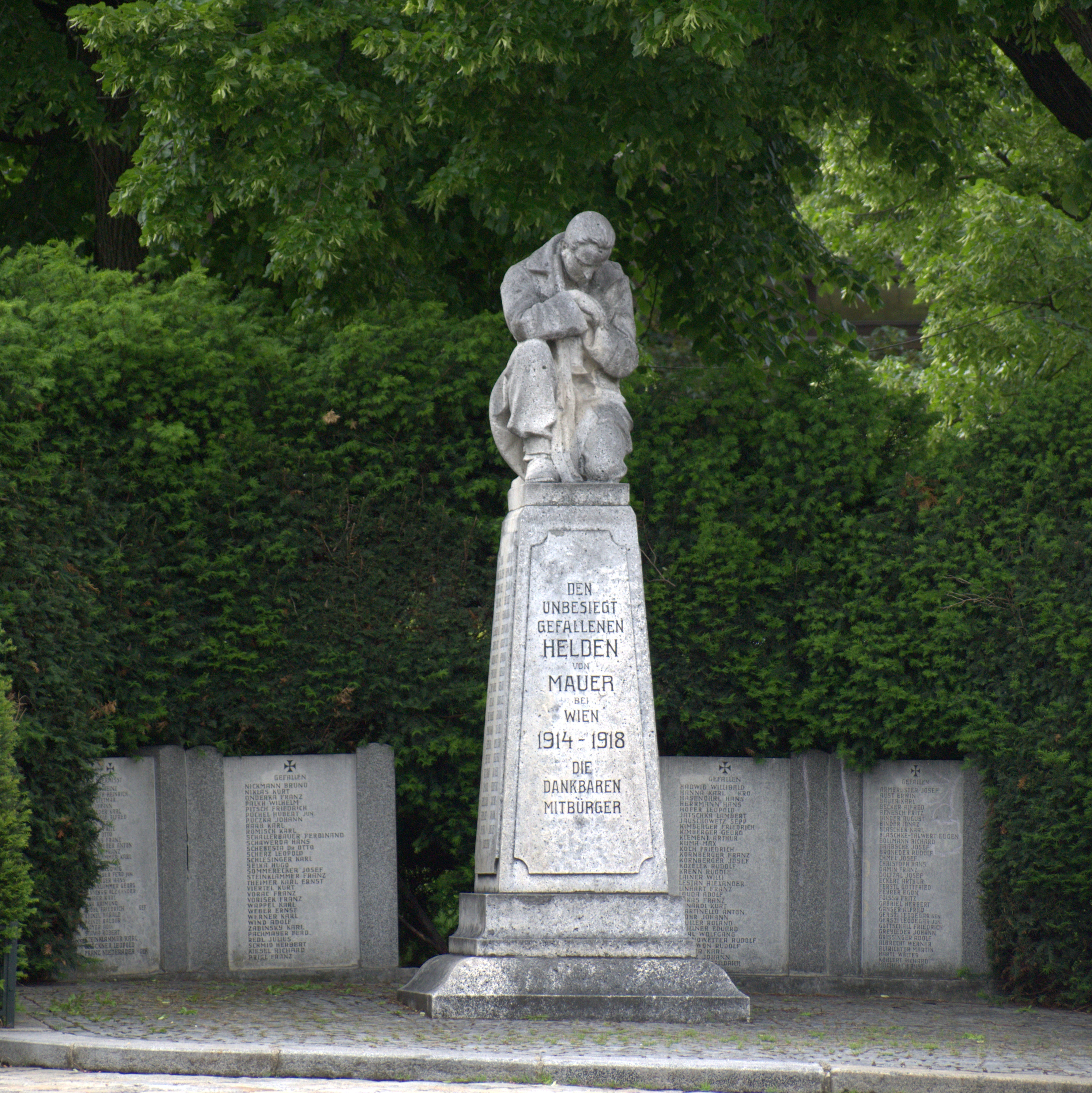
Kriegerdenkmal 1914 – 18, mit Tafeln Zweiter Weltkrieg – Denkmal

Das Kriegerdenkmal am Maurer Hauptplatz erinnert an Gefallene des Ersten und Zweiten Weltkriegs. Es befindet sich im Bezirksteil Mauer des 23. Wiener Gemeindebezirks Liesing.

## Anlage und Skulptur
Das Denkmal besteht aus einem steinernen Pyramidenstück auf einem Sockel und einer Figur eines knienden Soldaten. Das Denkmal ist vorne, seitlich und hinten mit einer Inschrift aus dem Ersten Weltkrieg versehen. Dahinter befinden sich vier Tafeln mit den Namen der Gefallenen aus dem Zweiten Weltkrieg, auf welchen wiederum zwei Steinschalen gesetzt sind. Die Inschrift des Kriegerdenkmals lautet: „DEN UNBESIEGT GEFALLENEN HELDEN VON MAUER BEI WIEN 1914 – 1918 DIE DANKBAREN MITBÜRGER“. Erbaut wurde das Mahnmal von dem Künstler Sepp Haberl und ist der Epoche der Zwischenkriegszeit und dem Zweiten Weltkrieg zuzuordnen.
Eine andere bedeutende Arbeit von Sepp Haberl ist eine Giebelgrabplatte mit dem Relief eines schlafenden Genius am Wiener Zentralfriedhof (Gruppe 72B). Weitere Werke von Sepp Haberl sind zum Beispiel das Dollfuß-Denkmal am Rathausplatz, die Otto-Glöckel-Büste in der Otto-Glöckel-Schule und das Kriegerdenkmal in der Penzinger Pfarrkirche.

## Geschichte

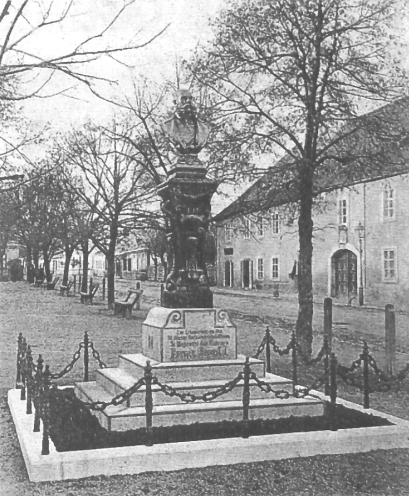
Kaiserdenkmal um 1900

Vorgängerskulptur und Finanzierung
Die Spenden für das Denkmal wurden von den Ortseinwohnern aufgebracht. Der damalige Brauch, einem Denkmal Landesmünzen beizulegen, wurde aufgrund des verlorenen Krieges und der damaligen finanziellen Lage verworfen und die Münzen gegen Papiergeld ausgetauscht. Zuvor stand dort ein Monument für Kaiser Franz Josef I., welches am 4. Dezember 1922 abgetragen wurde. Das Kaisermonument sollte nach den Plänen der 1920er Jahre vor der Schießstätte des Schützenvereins im Maurer Wald wieder aufgestellt werden.
Enthüllung
Das Denkmal wurde am 17. Dezember 1922 enthüllt. Nach einem Gottesdienst übergab der Obmann des Denkmalkomitees Greyleder das Kunstwerk der Öffentlichkeit, vertreten durch den Maurer Bürgermeister Theodor Winterstein. Heeresminister Carl Vaugoin gedachte in einer Rede der Opfer des Krieges. Dem Festakt wohnten neben Bundesrat Rudolf Birbaumer weitere Politiker und Vertreter der wichtigsten örtlichen Vereine bei.